# نيك رامزي
نيك رامزي (بالإنجليزية: Nick Ramsay)‏ هو سياسي بريطاني، ولد في 10 يونيو 1975 في المملكة المتحدة. حزبياً، نشط في الحزب الويلزي المحافظ. في انتخابات الجمعية الوطنية الويلزية 2016 ‏، انتخب عضو الجمعية الوطنية الويلزية الخامسة ‏ عن دائرة Monmouth (Senedd constituency) ‏ وقد انضم خلال فترته النيابية ‏ (5 مايو 2016 – ) للكتلة البرلمانية الحزب الويلزي المحافظ وفي انتخابات الجمعية الوطنية الويلزية 2011 ‏، انتخب عضو الجمعية الوطنية الويلزية الرابعة ‏ عن دائرة Monmouth (Senedd constituency) ‏ وقد انضم خلال فترته النيابية ‏ (5 مايو 2011 – 6 أبريل 2016) للكتلة البرلمانية الحزب الويلزي المحافظ وفي انتخابات الجمعية الوطنية الويلزية 2007 ‏، انتخب عضو الجمعية الوطنية الويلزية الثالثة ‏ عن دائرة Monmouth (Senedd constituency) ‏ وقد انضم خلال فترته النيابية ‏ (3 مايو 2007 – 30 مارس 2011) للكتلة البرلمانية الحزب الويلزي المحافظ.